# Партинелло
Партинелло (фр. Partinello, корс. Partinellu) — коммуна во Франции, находится в регионе Корсика. Департамент коммуны — Южная Корсика. Входит в состав кантона Севи-Сорру-Чинарка. Округ коммуны — Аяччо.
Код INSEE коммуны — 2A203.

## Население
Население коммуны на 2008 год составляло 101 человек.
| 1962 | 1968 | 1975 | 1982 | 1990 | 1999 | 2008 |
| ---- | ---- | ---- | ---- | ---- | ---- | ---- |
| 101  | 111  | 114  | 127  | 113  | 89   | 101  |

## Экономика

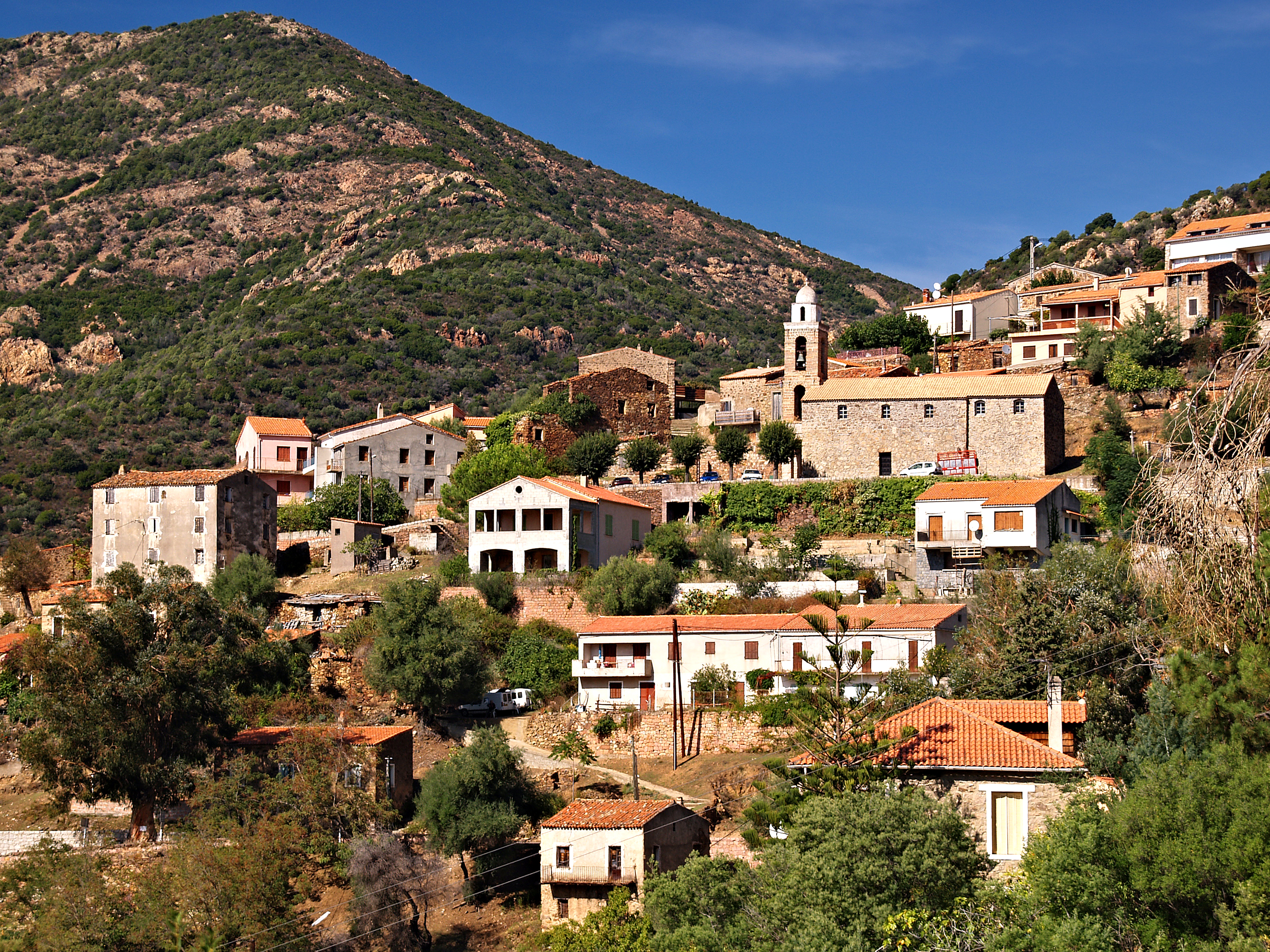
Партинелло

В 2007 году среди 50 человек в трудоспособном возрасте (15—64 лет) 29 были экономически активными, 21 — неактивными (показатель активности — 58,0 %, в 1999 году было 40,4 %). Из 29 активных работали 23 человека (18 мужчин и 5 женщин), безработных было 6 (2 мужчины и 4 женщины). Среди 21 неактивных 2 человека были учениками или студентами, 8 — пенсионерами, 11 были неактивными по другим причинам.